# Valdorfer Mulde
Die Valdorfer Mulde ist ein Tal in der Nähe von Vlotho an der Weser.
Die zwischen der Piesberg-Pyrmonter Achse und dem fast parallel verlaufenden Kalldorfer Muschelkalksattel liegende „Valdorfer Mulde“ erhielt ihren Namen nach der heute zur Stadt Vlotho gehörenden früheren Bauerschaft Valdorf. Im weiteren Umkreis finden sich auf dieser Achse bekannte Bäder u. a. wie Bad Oeynhausen, Bad Lippspringe, Bad Pyrmont, Bad Salzuflen sowie zahlreiche kleinere sog. „Bauernbäder“. Diesem Umstand verdankt die Region auch den Namen „Heilgarten Deutschlands“.
Koordinaten: 52° 9′ N, 8° 51′ O